# チオホスゲン
チオホスゲンは、炭素と塩素と硫黄の化合物である。化学式はCSCl2。